# Portland (Maine)
Portland is de grootste stad van Maine, met een bevolking van 68.408 personen (2020). Het is de hoofdstad van Cumberland County. De stad ligt aan de Atlantische Oceaan, ongeveer 180 km ten noordoosten van Boston (Massachusetts). Tot 1832 was Portland de hoofdstad van Maine, sinds dat jaar is Augusta de hoofdplaats van de staat.
Portland is voor toeristen een aantrekkelijke stad vanwege het levendige centrum en het historische havengebied aan de Fore-rivier. Ook de vuurtoren van "Portland Head" in het nabijgelegen Cape Elizabeth trekt veel bezoekers.

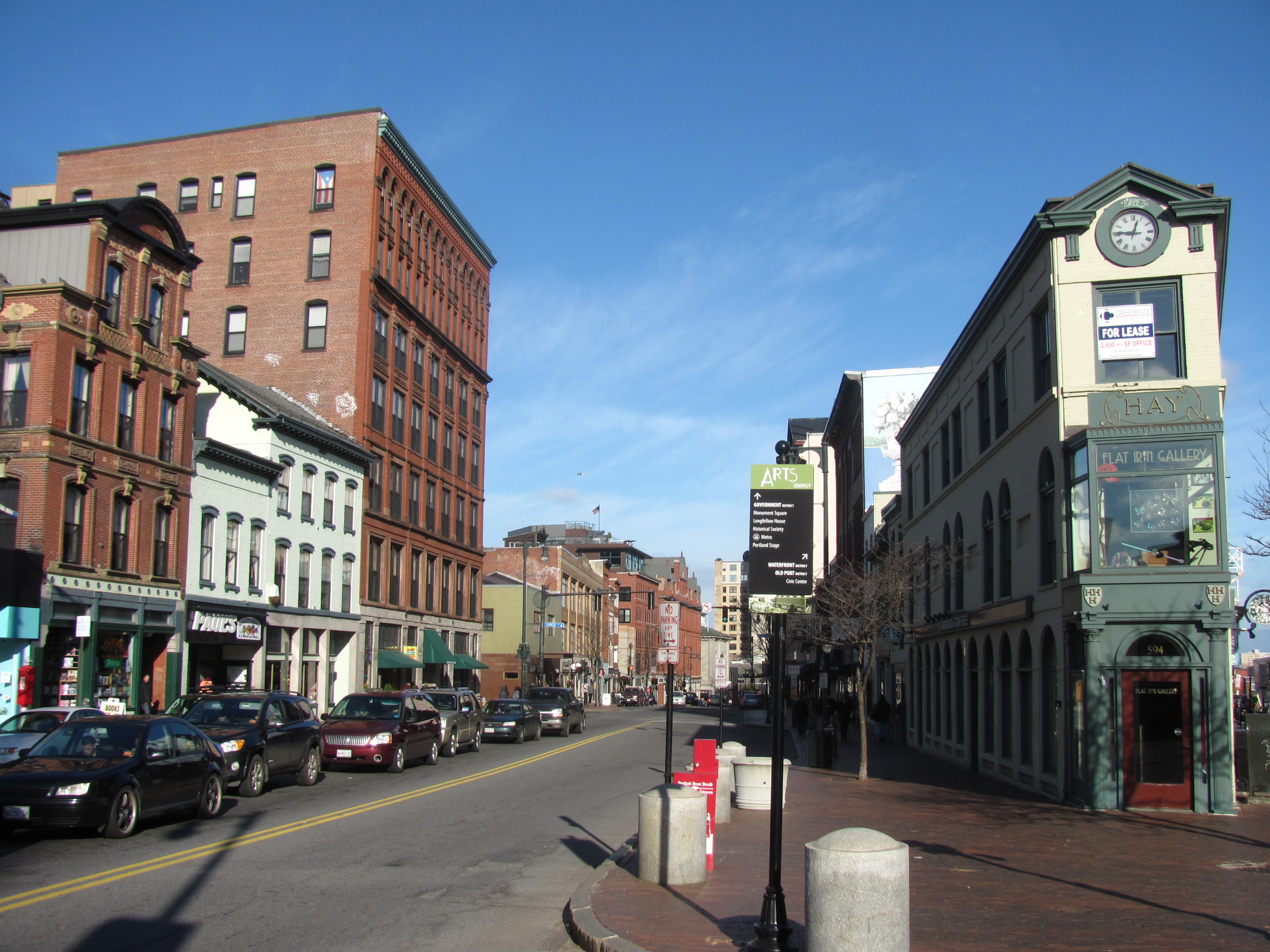
Congress street in Portland

## Verkeer en vervoer
Dienstverlening door de lucht is beschikbaar vanaf Internationale luchthaven Portland (Maine), die is gelegen op drie kilometer van het centrum.
Portland is bereikbaar vanaf de Interstate 95 (de Maine Turnpike), I-295, en de VS 1.

## Plaatsen in de nabije omgeving
De onderstaande figuur toont nabijgelegen plaatsen in een straal van 16 km rond Portland.

## Bekende inwoners van Portland

### Geboren
- Henry Wadsworth Longfellow (1807-1882), dichter
- Greenleaf Pickard (1877-1956), radiopionier
- Mildred Elizabeth Gillars (1900-1988), collaborateur bekend onder de bijnamen Axis Sally, Berlin Bitch, Berlin Babe, Olga en Sally
- Phyllis Thaxter (1919-2012), actrice
- Linda Lavin (1937-2024), zangeres en actrice
- Stephen King (1947), schrijver
- Andrea Martin (1947), actrice
- Victoria Rowell (1959), actrice
- Judd Nelson (1959), acteur
- Stephen Hague (1960), muziekproducent
- Dana Colley (1961), saxofonist
- Kevin Eastman (1962), stripauteur
- Christopher Daniel Barnes (1972), acteur
- Ian Crocker (1982), zwemmer
- Anna Kendrick (1985), actrice
- Elle Logan (1987), roeister